# Franziskus von Bettinger
Franziskus Alfred von Bettinger (Landstuhl, 17 settembre 1850 – Monaco di Baviera, 12 aprile 1917) è stato un cardinale e arcivescovo cattolico tedesco.

## Biografia
Nacque a Landstuhl il 17 settembre 1850, primo dei sei figli del maniscalco Franz Michael Bettinger e di Maria Josephine Weber.
Papa Pio X lo elevò al rango di cardinale nel concistoro del 25 maggio 1914.
Morì il 12 aprile 1917 all'età di 66 anni.

## Genealogia episcopale e successione apostolica
La genealogia episcopale è:
- Cardinale Scipione Rebiba
- Cardinale Giulio Antonio Santori
- Cardinale Girolamo Bernerio, O.P.
- Arcivescovo Galeazzo Sanvitale
- Cardinale Ludovico Ludovisi
- Cardinale Luigi Caetani
- Cardinale Ulderico Carpegna
- Cardinale Paluzzo Paluzzi Altieri degli Albertoni
- Papa Benedetto XIII
- Papa Benedetto XIV
- Papa Clemente XIII
- Cardinale Bernardino Giraud
- Cardinale Alessandro Mattei
- Cardinale Pietro Francesco Galleffi
- Cardinale Giacomo Filippo Fransoni
- Cardinale Carlo Sacconi
- Cardinale Edward Henry Howard
- Cardinale Mariano Rampolla del Tindaro
- Cardinale Rafael Merry del Val
- Cardinale Andreas Frühwirth, O.P.
- Cardinale Franziskus Alfred von Bettinger

La successione apostolica è:
- Cardinale Michael von Faulhaber (1911)
- Vescovo Johann Baptist von Neudecker (1911)